# Miomantis rubra
Miomantis rubra är en bönsyrseart som beskrevs av Max Beier 1929. Miomantis rubra ingår i släktet Miomantis och familjen Mantidae. Inga underarter finns listade i Catalogue of Life.